# Papyrus 15
Papyrus 15 (nach Gregory-Aland mit Sigel {\displaystyle {\mathfrak {P}}}15 bezeichnet) ist eine frühe griechische Abschrift des Neuen Testaments. Dieses Papyrusmanuskript des 1. Korinterbriefes enthält nur die Verse 7,18-8,4. Der Stil der Handschrift ist dokumentarisch. Mittels Paläographie wurde es auf das 3. Jahrhundert datiert.
Der Papyrus wurde in Oxyrhynchus ausgegraben und 1910 unter der Bezeichnung P. Oxy. VII 1008 veröffentlicht. S. 4–8. Grenfell und Hunt vermuteten, dass {\displaystyle {\mathfrak {P}}}15 und {\displaystyle {\mathfrak {P}}}16 Teile desselben Manuskriptes waren. Beide Handschriften haben die gleiche Form der Buchstaben, Zeilenabstand und Punktuation.
Der griechische Text dieses Kodex repräsentiert wahrscheinlich den Alexandrinischen Texttyp, jedoch ist er zu kurz, um hierin sicher zu sein. Aland ordnete ihn in Kategorie I ein.
Das Manuskript wird zurzeit im Ägyptischen Museum unter der Signatur JE 47423 in Kairo aufbewahrt.